# コモンウェルスカップ (競馬)
コモンウェルスカップ（Commonwealth Cup）は、イギリスの競走。
2015年のロイヤルアスコット開催で新設された競走で、従来は競走体系になかった夏の3歳馬によるスプリント距離のG1（グループ1）競走を提供する目的で創設される。

## 概要
アスコット競馬場の主要開催である6月のロイヤルアスコット開催で新設された。3歳馬限定の短距離競走で、従来は無かったタイプの競走を創設し、早期に引退してしまう競走馬や海外からの参加を増やすことで、イギリスのスプリント路線の充実を図る意図で創設。
距離は6ハロン（約1207m）。

## 解説
- 本節での通貨換算はいずれも2015年3月時点での為替相場によって計算している。

近年、競馬の距離別カテゴリーでは6ハロン（約1207メートル）前後の距離を「スプリント」と称し、8ハロン（約1609メートル、1マイル）前後の「マイル」とは大きく異なるカテゴリーとして弁別するようになってきた。近年のヨーロッパでは、他の地域や他の部門に比べるとスプリンターの層が薄いと考えられており、その原因をスプリント部門の競走体系の不備に求めるようになってきた。2歳戦にはスプリント距離の重賞が多くあるが、3歳になると年齢限定の重要なスプリント競走があまり無いことから、優秀なスプリンターは2歳の競走シーズンが終わると引退して種牡馬になってしまったり、別地域へ流出してしまう傾向があると考えられるようになった。
2015年からヨーロッパ全体で協調してスプリント部門の競走体系の底上げを行うことになった。イギリスではスプリントG1競走が新たに2つ誕生し、アイルランド、フランス、ドイツでもスプリント部門の競走の格上げがされている。特に、3歳馬限定のスプリント競走を拡充することを柱にしており、この競走の創設はその中心的な役割を担うとされている。2014年の夏に具体的な構想が公表された時点ではレースの名称は決まっていなかったが、12月にコモンウェルスカップ（Commonwealth Cup）という名称が発表された。これに合わせて秋のブリティッシュ・チャンピオンズ・スプリントステークスもG1へ昇格されることになった。
イギリス競馬界は2010年頃から国内の競走体系の大改革を行っており、アメリカ合衆国や南米、中東などに範をとって、各部門のチャンピオン戦を1日にまとめて行うイベントの創設を試みている。2011年から秋に新設された「ブリティッシュ・チャンピオンズ開催」がその一つである。一方、春夏シーズンには長い伝統のあるロイヤルアスコット開催がその役割を果たしてきたが、コモンウェルスカップの創設はこれを強化しようという試みである。
ロイヤルアスコット開催は、ヨーロッパの競馬シーズン前半の「クライマックス」とみなされている。ロイヤルアスコット開催は伝統的に、イギリスダービーが終わった後の6月中旬に行われており、「夏競馬の始まり」であるともに、3歳・古馬の対戦や2歳戦が本格的に始まる開催で、イギリスの多くの重要な競走が集中する開催である。そこへ3歳馬限定の高額賞金スプリント競走（賞金37.5万ポンド、約6700万円）を追加することで、5日間の開催全体の賞金総額は史上初めて550万ポンド（2015年3月時点の為替レートで約9億7000万円）を超える。
コモンウェルスカップをロイヤルアスコット開催の日程に新設するためには、従前あった競走を1つ取り除くことになる。その対象になったのは「バッキンガムパレスステークス（Buckingham Palace Stakes）」という3歳以上馬のハンデキャップ競走で、これにはイギリス国内のブックメーカーが強く反対をした。ギャンブル性が高いハンデキャップ競走のほうが馬券の売上が多いからである。
ロイヤルアスコット開催中に3歳馬限定のスプリント戦を新設するのにあわせて、従来、3歳以上の馬が出走できたスプリントG1競走のダイヤモンドジュビリーステークスは、4歳以上限定戦に変わり、競走の性格の住み分けが行われることになった。主催者側の目論見では、これによって北米、アジア、オーストラリアなどから一流の3歳スプリンターを集めたり、ヨーロッパの優秀なスプリンターが2歳で引退してしまうことをとどめたりすることができるようになる。
従来は、現役競走馬がイギリスとオーストラリアを行き来することは稀だったが、2012年の夏にオーストラリアの不敗馬ブラックキャビアがロイヤルアスコット開催に遠征し、ダイヤモンドジュビリーステークスを勝っていったことが、オーストラリアとイギリス双方の競馬界に影響を及ぼしたと考えられている。
オーストラリアのゴールデンスリッパーステークス（350万豪ドル、約3億2000万円）は世界最高賞金の2歳戦で、ほかにもブルーダイヤモンドステークス（賞金100万豪ドル、約9200万円）という2歳馬の高額賞金スプリント競走がある。現地の「秋」に相当する2月から3月にかけてこれらを勝ったオーストラリアの「2歳馬」は、南半球の冬にあたる6月にはシーズンオフを迎える。しかし、馬齢の計算は北半球と南半球で異なっていて、6月のロイヤルアスコット開催ではこれらの馬は3歳馬として計算される。このため、イギリスでは、コモンウェルスカップにオーストラリアから3歳の一流スプリンターを招くことができると期待している。一方オーストラリア側では、計算上は同じ「3歳」とはいえ、実際には半年の年齢差があることから、イギリスの目論見通りオーストラリアから一流馬が遠征するかは未知数である、としている。

## 歴代優勝馬
| 回数   | 施行日        | 優勝馬           | 性齢 | タイム  | 優勝騎手    | 管理調教師 | 馬主                             |
| ------ | ------------- | ---------------- | ---- | ------- | ----------- | ---------- | -------------------------------- |
| 第1回  | 2015年6月19日 | Muhaarar         | 牡3  | 1:12.05 | D.O'Neill   | C.Hills    | H.Al Maktoum                     |
| 第2回  | 2016年6月17日 | Quiet Reflection | 牝3  | 1:14.50 | D.Costello  | K.Burke    | Ontoawinner, Strecker & Burke    |
| 第3回  | 2017年6月23日 | Caravaggio       | 牡3  | 1:13.49 | R.Moore     | A.O'Brien  | Magnier/ Tabor/ Smith            |
| 第4回  | 2018年6月22日 | Eqtidaar         | 牡3  | 1:12.12 | J.Crowley   | M.Stoute   | Hamdan Al Maktoum                |
| 第5回  | 2019年6月21日 | Advertise        | 牡3  | 1:11.88 | L.Dettori   | M.Meade    | Phoenix Thoroughbred Racing 1    |
| 第6回  | 2020年6月19日 | Golden Horde     | 牡3  | 1:14.56 | A.Kirby     | C.Cox      | AlMohamediya Racing              |
| 第7回  | 2021年6月18日 | Campanelle       | 牝3  | 1:16.67 | L.Dettori   | W.Ward     | Stonestreet Stables LLC          |
| 第8回  | 2022年6月17日 | Perfect Power    | 牡3  | 1:12.85 | C.Soumillon | R.Fahey    | Sheikh Rashid Dalmook Al Maktoum |
| 第9回  | 2023年6月23日 | Shaquille        | 牡3  | 1:13.15 | O.Murphy    | J.Camacho  | Hughes, Rawlings, O'Shaughnessy  |
| 第10回 | 2024年6月21日 | Inisherin        | 牡3  | 1:12.51 | T.Eaves     | K.Ryan     | Sheikh Mohammed Obaid Al Maktoum |
| 第11回 | 2025年6月20日 | Time For Sandals | 牝3  | 1:12.03 | R.Kingscote | H.Eustace  | Mr D.Bevan & Mrs D.Bevan         |

#### 各回競走結果の出典
- レーシング・ポストより（最終閲覧日：2015年6月22日）
  - 2015, 2016, 2017, 2018, 2019, 2023, 2024, 2025